# Florizel von Reuter

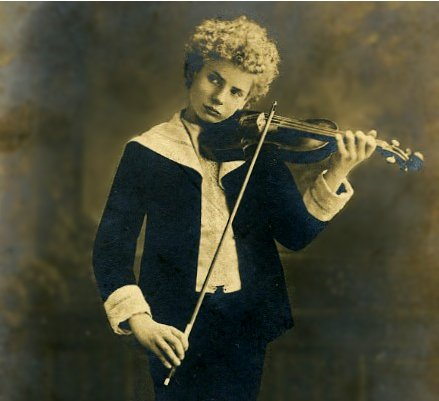
Florizel von Reuter.

Florizel von Reuter, född 21 januari 1890 i Davenport, Iowa, död 10 maj 1985, var en amerikansk violinist. 
Reuter, som var son till en tysk och en amerikanska, var lärjunge till Émile Sauret, César Thomson och Henri Marteau. Han uppträdde nioårig som konserterande underbarn och vann rykte i många länder för sin häpnadsväckande violinistiska teknik, stora ton och eleganta stråkföring samt mogna smak och känsla. I Stockholm konserterade han 1901, 1902 och 1906. Han komponerade tidigt verk för violin och för orkester (bland annat en symfoni), vid vilka senares utförande han själv dirigerade.